# Empis testiculata
Empis testiculata är en tvåvingeart som beskrevs av Mario Bezzi 1909. Empis testiculata ingår i släktet Empis och familjen dansflugor. Inga underarter finns listade i Catalogue of Life.